# ノエル・グーリーエミー
ノエル・グーリーエミー（Noel Gugliemi, 1970年10月15日 - ）は、アメリカの俳優。

## プロフィール
カリフォルニア州サンタモニカ出身。父はイタリア系アメリカ人、母はメキシコ系アメリカ人である。
役柄としてギャング団員を演じることが多いが、彼自身もかつてはギャング団に属していた。

## エピソード
ノエルはクリスチャンであり、定期的に教会でスピーチを行なっている。また役柄ではギャング役が多いが、同時にノエルは学校などで子供たちに、ギャング団からの勧誘を断るように講演を行なっている。
彼は、たまたま「ヘクター」(Hector)と呼ばれる複数のキャラクターを演じたことでも知られており、その名前は『ワイルド・スピード』を含む8の映画やテレビ番組で使用されました。
好きな俳優はジョー・ペシ。ラッパーのエミネムは友人である。
趣味はポーカー。